# Pasterze
Pasterze, cu o lungime de circa 9 km, este cel mai mare ghețar din Austria, care se află în Alpii Răsăriteni, pe partea ventrală a Vârfului Großglockner (3.798 m).